# Angie Ng
Angie Ng és una activista xinesa-canadenc, fundadora i organitzadora de SlutWalk Hong Kong.
Ng va fundar SlutWalk Hong Kong el 2011 com a protesta contra la violència sexual i la culpabilització de les víctimes. L'activista va informar que a Hong Kong hi havia una visió generalitzada que la violència sexual i l'assetjament al carrer era principalment un problema occidental/estranger i Angie va voler assenyalar que en la seva cultura també era així. Així, a través de SlutWalk Hong Kong, lluita contra la culpabilitzacio de les víctimes.